# Рагби 15 репрезентација Новог Зеланда
Рагби јунион репрезентација Новог Зеланда је рагби јунион тим који представља Нови Зеланд у овом екипном спорту. Спортски стручњаци сматрају да су Ол Блекси (енгл. All Blacks) најбољи спортски тим свих времена. Рагби јунион репрезентација Новог Зеланда је победила 76% својих утакмица, 2 пута је била шампион света и 13 пута шампион јужне хемисфере. У последњих 110 година Ол Блекси су изгубили само од Француске, Енглеске, Велса, Аустралије и Јужне Африке. Рагби је на Новом Зеланду више од игре, цела нација тамо живи за рагби. Боја дреса рагби јунион репрезентације Новог Зеланда је црна, а симбол је папрат. Назив "Ол Блекси" добили су на турнеји 1905. када су у 35 утакмица претрпели само 1 пораз и то од Велса. Ол Блекси су познати по извођењу ратничког плеса "Хака" пре почетка сваке утакмице. Ол Блекси су освојили прво светско првенство 1987. победивши Француску у финалу у Оукленду. Међу највеће легенде новозеландске репрезентације убрајају се Ричи Мако, Џона Лому, Ден Картер, Кевин Меаламу, Конрад Смит, Џастин Маршал, Џеф Вилсон, Кристијан Кален, Тана Умага, Даг Хаулет, Ендру Мертенс и још многи други. 

## Успеси
- Светско првенство у рагбију

- Шампион света (3) : 1987, 2011, 2015.

- Куп три нације и Куп четири нација

- Освајач (13) : 1996, 1997, 1999, 2002, 2003, 2005, 2006, 2007, 2008, 2010, 2012, 2013, 2014.

## Тренутни састав
Тренутни састав:
Бен Смит
Израел Даг
Џулијан Савеа
Сони Бил Вилијамс
Конрад Смит
Ма'а Нону
Ден Картер
Бјуден Берет
Ерон Смит
Кеиран Рид
Лиам Месам
Ричи Мако - капитен
Џероме Каино
Сем Вајтлок
Броди Реталик
Овен Френкс
Бен Френкс
Тони Вудкок
Кевин Меаламу 
Ден Колс